# Peaches Geldof
Peaches Honeyblossom Geldof (Londra, 13 marzo 1989 – Wrotham, 7 aprile 2014) è stata una giornalista, conduttrice televisiva e modella britannica.

## Biografia
Peaches Geldof nacque nel quartiere di Westminster, a Londra, secondogenita di Bob Geldof e Paula Yates. Era sorella di Fifi Trixibelle Geldof (1983) e di Pixie Geldof (1990). Il nonno materno era Hughie Green.
Cresciuta nei quartieri di Chelsea e Faversham, studiò al Queen's College di Londra per poi trasferirsi nella casa paterna a diciott'anni. Dopo aver preso la residenza a Islington, emigrò a New York con l'allora marito Max Drummey.

### Carriera
Cominciò la sua carriera di giornalista nell'aprile del 2004, curando una rubrica per Elle Girl che mantenne fino all'ottobre dell'anno seguente. Dai 14 ai 17 anni tenne una rubrica socio-politica settimanale sul The Daily Telegraph e pubblicò numerosi articoli per il The Guardian. Nel 2005 scrisse e presentò il documentario televisivo Peaches Geldof: Teenage Mind, a cui fece seguito Peaches Geldof: Teen America che andò in onda su Sky1 il 1º marzo 2006.

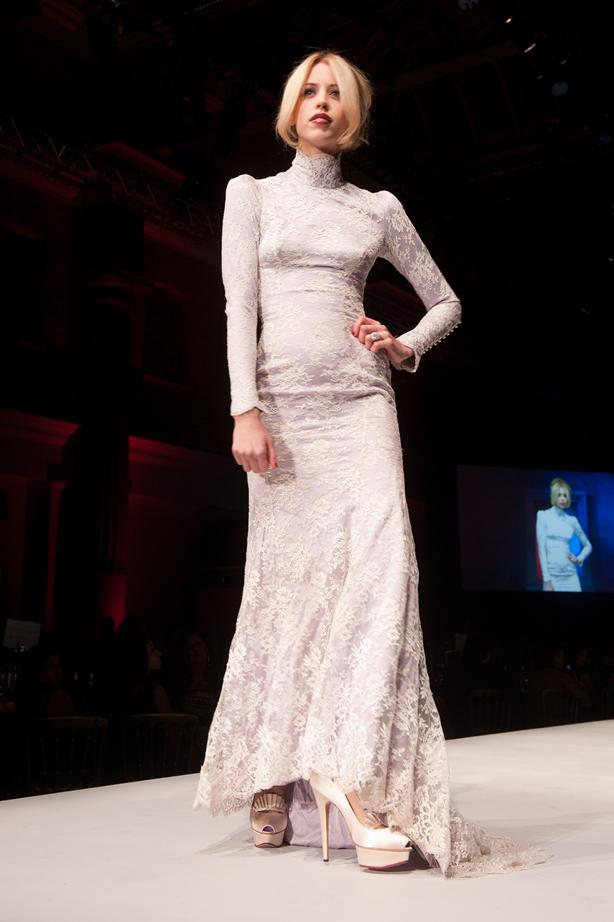
Peaches al Lingerie London Event (2012)

Sempre nel 2006 la rivista Tatler la inserì al 7° nella classifica delle dieci icone fashion dell'anno, risultando la persona più giovane della Top Ten. Nel 2007 i lettori della rivista FHM la piazzarono al 53° nella classifica delle donne più sexy del mondo. Nel settembre del 2007 cominciò l'attività di modella, diventando testimonial del marchio australiano Dotti e della campagna "Miss Ultimo Collection", lanciata dalla direttrice di Ultimo Michelle Mone.
Nel 2008 tornò sul piccolo schermo come protagonista assoluta del reality show Peaches: Disappear Here, andato in onda il 19 ottobre su MTV One. Tre anni dopo condusse una serie in sei puntate intitolata OMG! with Peaches Geldof e trasmessa da ITV2: lo show, che aveva un format in stile magazine, prevedeva la presenza di ospiti e la partecipazione del pubblico.
Insoddisfatta della scelta onomastica dei suoi genitori (Peaches significa "pesche"), aveva lanciato una campagna mediatica contro i "nomi assurdi".

### Vicende personali
Il 5 agosto 2008, diciannovenne, sposò a Las Vegas il musicista Max Drummey dei Chester French; la coppia si separò il 7 febbraio 2009 e divorziò ufficialmente il 18 aprile 2011.
L'8 settembre 2012 convolò a nozze col cantante Thomas Cohen, nella stessa chiesa di Davington in cui ventisei anni prima si erano sposati i genitori e in cui era stato celebrato il funerale della madre, morta nel 2000 per un'overdose di eroina. La coppia ha avuto due figli: Astala Dylan Willow (21 aprile 2012) e Phaedra Bloom Forever (24 aprile 2013).
Nel 2009 aderì a Scientology e parlò di questa sua conversione durante un'intervista concessa a Fearne Cotton all'interno del documentario When Fearne Met Peaches Geldof andato in onda su ITV2; tuttavia, secondo il Daily Mail, nel 2013 si era avvicinata all'ebraismo, ossia il culto praticato dal secondo marito.
Negli ultimi anni della sua vita la Geldof diede segni d'inquietudine: nel 2008 provò un'overdose e nel 2009 si fece ritrarre mentre puntava una pistola alla tempia di un amico. Durante un'intervista concessa a un tabloid, lei stessa aveva raccontato di seguire, tre volte al giorno per almeno un mese, una dieta a base di soli succhi vegetali, in modo da perdere peso: a causa di essa, nell'ultimo anno era notevolmente dimagrita, arrivando a perdere 5 chili ogni 30 giorni.

### Morte
Dipendente dall'eroina, nell'estate 2011 riuscì a rimpiazzarla con il metadone, ma a febbraio 2014 ritornò ad assumere eroina. Lunedì 7 aprile 2014 fu trovata morta nella sua villa del Kent; il decesso fu definito improvviso e inspiegabile. II 1º maggio 2014 il Times riferì che i test tossicologici effettuati avevano rilevato che la Geldof era deceduta a causa di un'overdose d'eroina, esattamente come era successo alla madre.